# Mołdawa
Mołdawa (rum. Moldova) – rzeka w północno-wschodniej Rumunii (Mołdawia), prawy dopływ Seretu w zlewisku Morza Czarnego. Jej długość wynosi 213 km, powierzchnia zlewni – 4299 km², średni przepływ – 32 m³/s.
Źródła położone są pod szczytem Lucina w górach Obcina Mestecăniș, następnie rzeka płynie na wschód przez Obcinele Bucovinei wąską i głęboką doliną. W okolicy miejscowości Gura Humorului zmienia kierunek na południowo-wschodni i wypływa na Wyżynę Mołdawską. Uchodzi do Seretu koło miasta Roman. Większość dopływów przyjmuje z prawej strony – z Karpat. Nieżeglowna, ale spławna. Zamarza na 2–3 miesiące w roku.